# (5826) Bradstreet
(5826) Bradstreet est un astéroïde de la ceinture principale.

## Description
(5826) Bradstreet est un astéroïde de la ceinture principale. Il fut découvert le 16 février 1990 à Kushiro par Seiji Ueda et Hiroshi Kaneda. Il présente une orbite caractérisée par un demi-grand axe de 3,07 UA, une excentricité de 0,14 et une inclinaison de 2,5° par rapport à l'écliptique.

## Compléments